# Frederik Hegel
 Der er flere personer med dette navn, se Frederik V. Hegel.
 Ikke at forveksle med Friedrich Hegel.
Frederik Jacob Deichmann Hegel (født 1. august 1880 i Ordrup, død 17. februar 1961 på Sankt Lukas Stiftelsen i Hellerup) var en dansk direktør og forlægger.
Han var søn af forlagsboghandler, etatsråd Jacob Hegel og hustru Julie f. Bagge. Han blev uddannet på Skt. Andreas Kollegiet i Ordrup og på den Brockske Handelshøjskole. Han var honorær attaché under Udenrigsministeriet og fra 1912 direktør i A/S Gyldendalske Boghandel, næstformand i bestyrelsen og medlem af delegationen for samme.
Hegel var tredje generation i det store bogforlag, der også dominerede det norske bogmarked. Det var grundlagt af hans bedstefar, der døde 1887. Hans far, Jacob Hegel bragte forlaget til et højdepunkt, inden han i 1912 overgav den store bogkoncern til sønnen.
Frederik Hegel købte Edvard Brandes' villa i Skjoldsgade 8 på Østerbro. Samme år, som Hegel flyttede ind i Skjoldsgade, 1933, engagerede han Gyldendal i et meget ambitiøst og bekosteligt projekt. Hegels idé var inspireret af hans svenske kollega, Albert Bonnier i Stockholm, der havde oplevet en stor økonomisk gevinst ved at drive et bladhus som parallel til forlaget. Hegel købte et etableret københavnsk bladhus, De Ferslewske Blade, og begyndte udgivelsen af et dagblad, Dagens Nyheder, der skulle etablere Gyldendal på mediemarkedet ligesom Bonnierkoncernen med Dagens Nyheter. 
Hegels eksperiment mislykkedes imidlertid. Det nye dagblad slog ikke an, redaktørerne var uenige om linjen, og værst af alt: Abonnenterne udeblev. Trods heftige advarsler fra forlagets bestyrelse, lod Frederik Hegel eksperimentet køre for længe. I 1936 måtte Dagens Nyheder sælges med et tab på mange millioner, hvilket var en medvirkende årsag til, Hegel i 1939 gik af som Gyldendals direktør og gik på pension i en alder af kun 59 år.
Samme år blev han skilt fra sin hustru gennem mange år og giftede sig med den 28-årige Grete Jørgensen, manicuredame i Illum. Tre år senere flyttede han fra Skjoldsgade til en lejlighed i Ribegade i samme bydel. I 1946 udgav Hegel, der livet igennem havde været en levemand og københavnsk dandy, sine erindringer i to bind.
Han var medlem af bestyrelsen for Kongelig Dansk Yachtklub, medlem af St James's Club i London, medlem af bestyrelsen for Dansk-Engelsk Selskab og æresmedlem af Københavns Golf Klub. Han var Ridder af Dannebrog (1920) og modtog flere udenlandske ordener. Hans interesse for engelsk kultur slog igennem i det træbeklædte sommerhus, "Hegels landsted", som han lod arkitekten Henning Hansen tegne i Springforbi omkring 1. verdenskrig. Huset er i dag fredet og har undgået nedrivning (jf. Springforbiplanen).
Frederik Hegel er begravet på Ordrup Kirkegård.